# The Girl in the Middy
The Girl in the Middy è un cortometraggio muto del 1914 diretto da C.J. Williams. Prodotto dalla Edison Company su un soggetto di Mark Swan, aveva come interpreti Mabel Trunnelle e Richard Tucker.

## Trama
Julia Gray invidiava la libertà della sorellina Mabel che, in abito da marinaretto, con le gonne corte, si divertiva ancora come una ragazzina mentre lei, che di anni ne aveva ormai ventidue, doveva assumere degli atteggiamenti tranquilli e consapevoli da signorina per bene. Un giorno, stufa di quelle costrizioni, si comprò anche lei un vestito da marinaio come quello della sorella, andandosene in spiaggia a divertirsi.

Quella stessa mattina Bob North, sceso al molo, trovò una ragazzina che gli sembrò non avesse più di quattordici anni e le chiese se volesse fare un giro in barca con lui. Alla sua risposta sprezzante, Bob rimase un po' male, ma poi girò la barca andandosene verso il largo. Un po' più tardi, però, dovette correre in soccorso di Julia che si trovava in pericolo alla deriva su una barca. Con la sua imbarcazione a motore, riuscì a salvarla, rimorchiandola a riva. Adesso la ragazza si dimostrava molto più amichevole, entrando in confidenza con Bob.

Qualche tempo dopo, Bob si trovava con un amico quando nella stanza dove si trovava entrò Julia, maestosa e magnifica, in un abito scintillante. Arrabbiato per essere stato imbrogliato, non voleva perdonare la ragazza. Ma quando Julia, dopo essere uscita, ritornò vestita da marinaio, a Bob sbollì tutta la rabbia.

## Produzione
Il film fu prodotto dalla Edison Company.

## Distribuzione
Distribuito dalla General Film Company, il film - un cortometraggio in una bobina - uscì nelle sale cinematografiche statunitensi il 5 gennaio 1914.